# Platypodium elegans
Platypodium elegans är en ärtväxtart som beskrevs av Julius Rudolph Theodor Vogel. Platypodium elegans ingår i släktet Platypodium och familjen ärtväxter. IUCN kategoriserar arten globalt som livskraftig. Inga underarter finns listade i Catalogue of Life.

## Bildgalleri

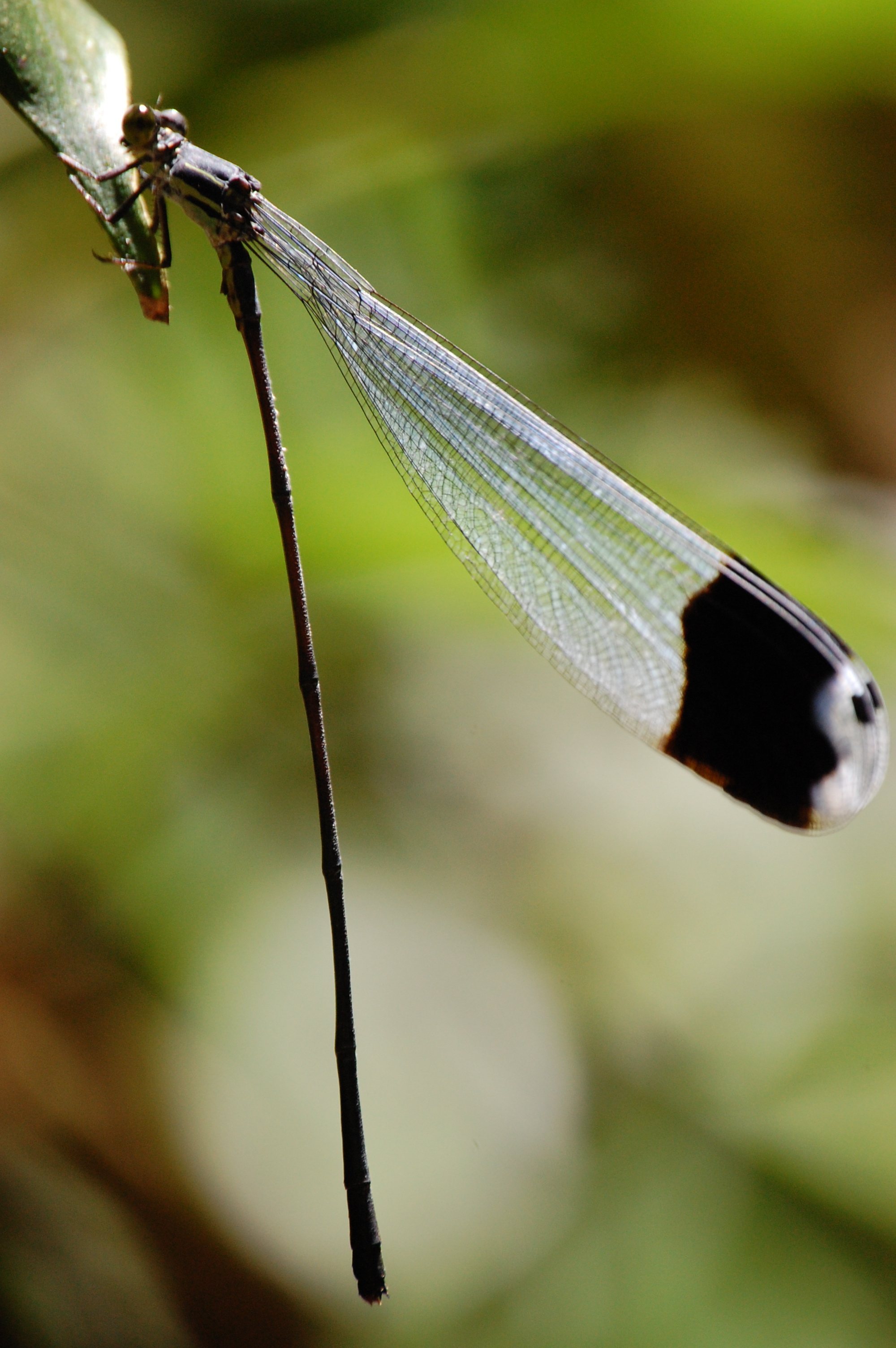
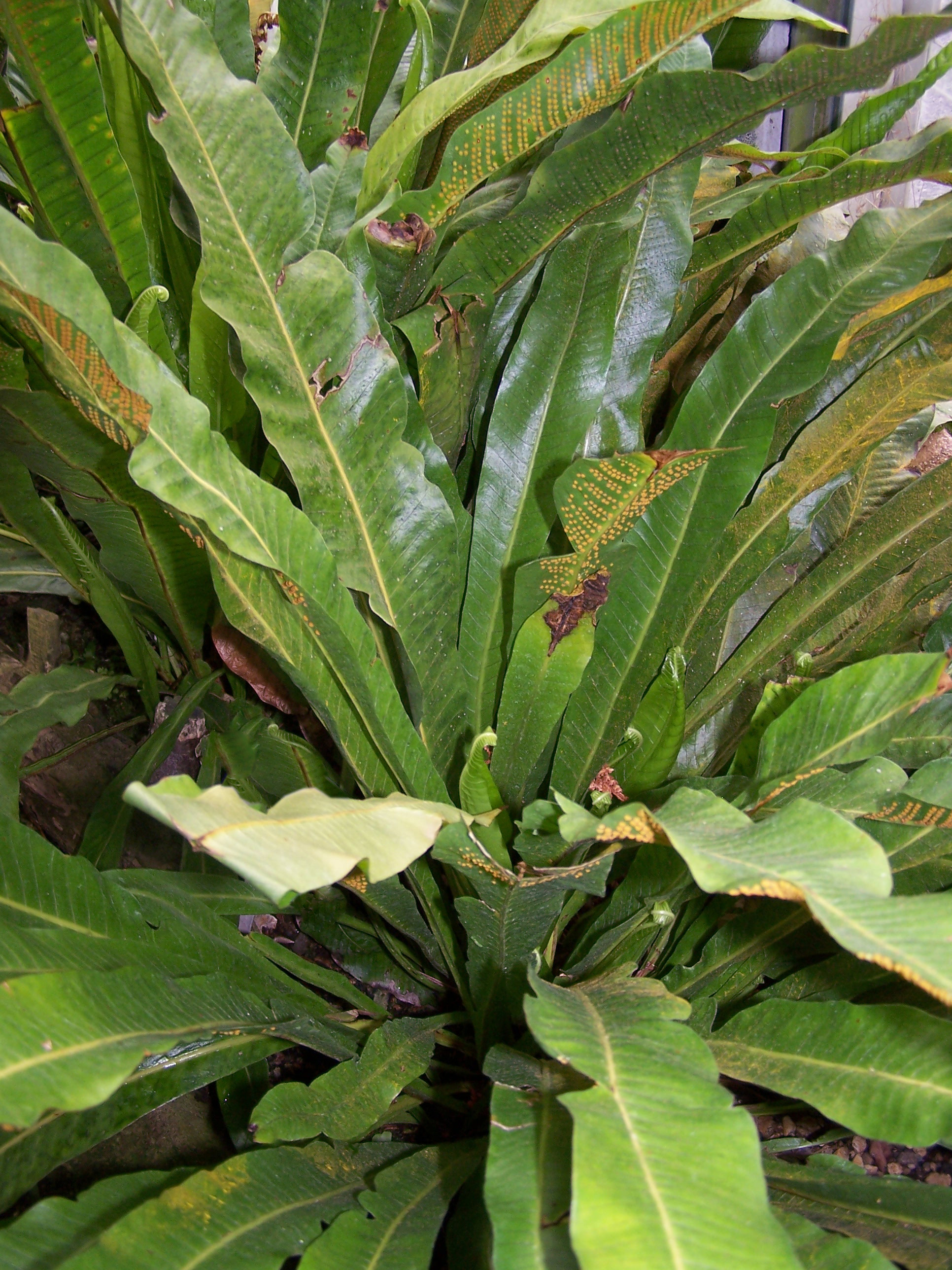
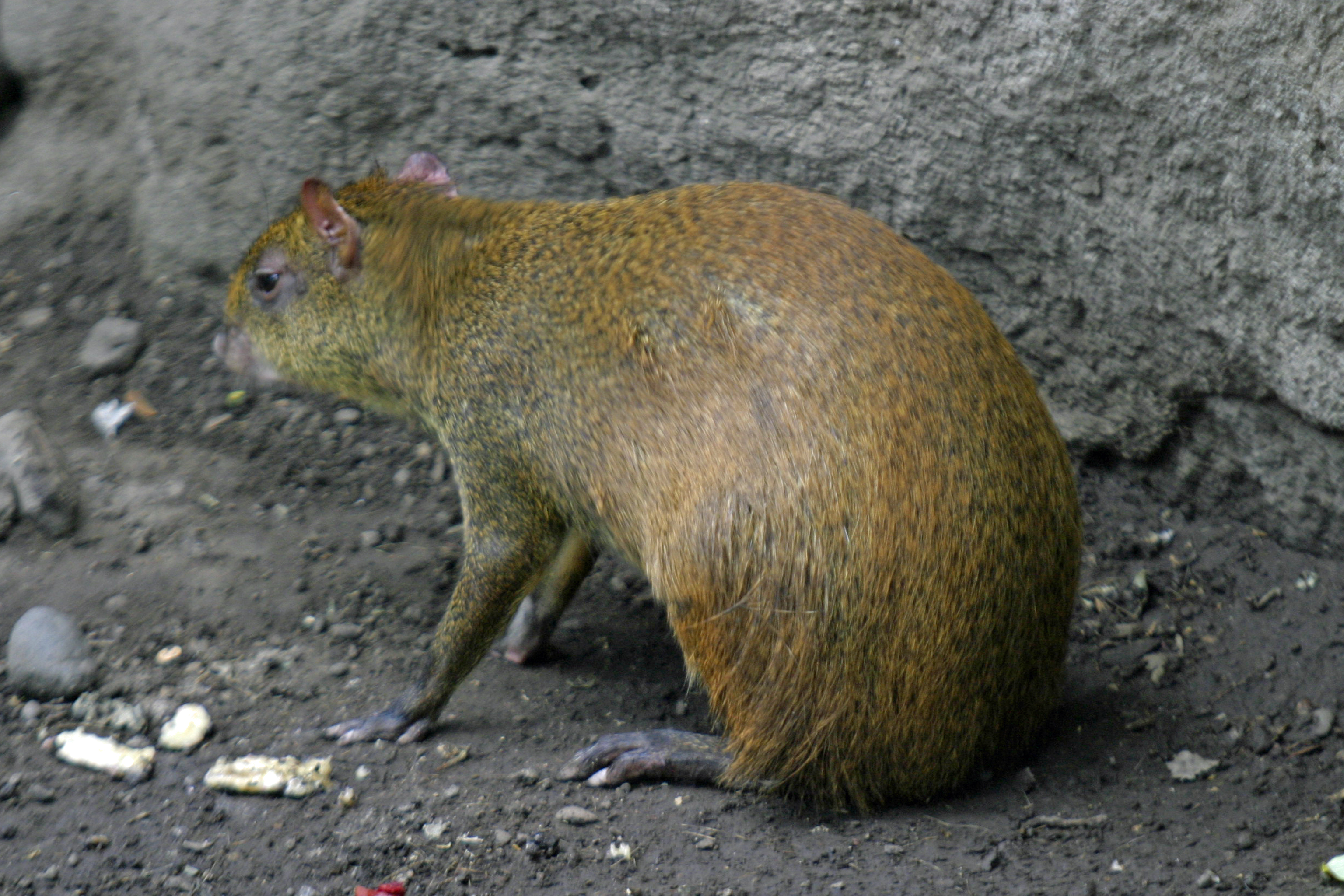
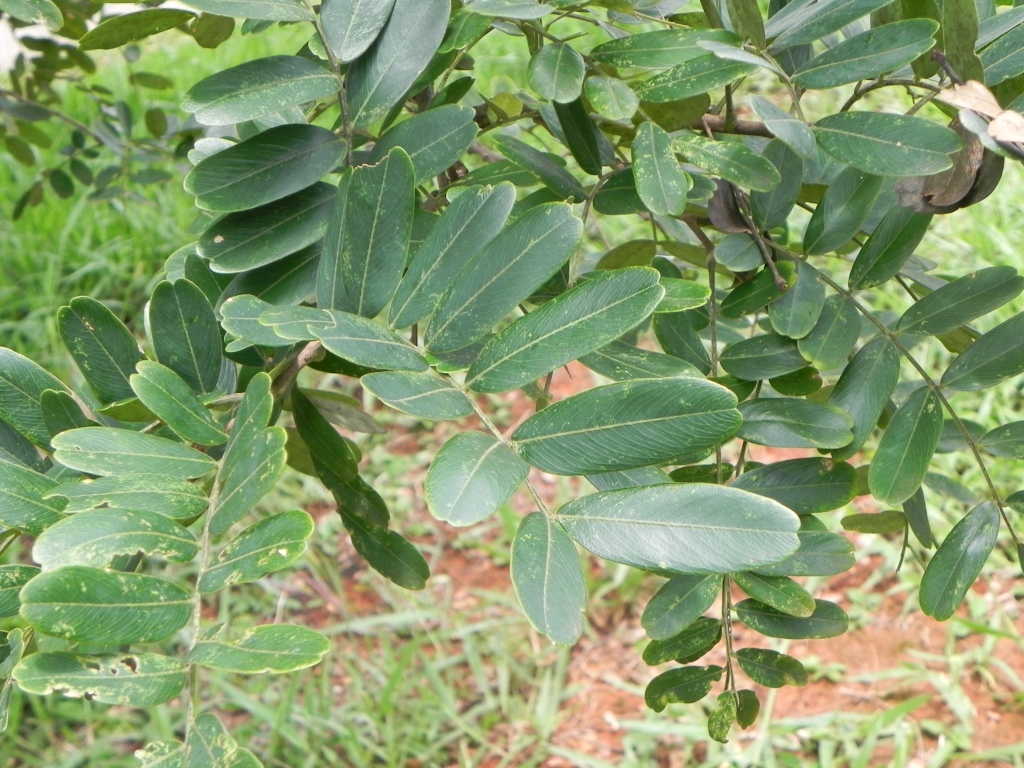